# R.A. Lafferty
R.A. Lafferty, właśc. Raphael Aloysius Lafferty (ur. 7 listopada 1914 w Neola, zm. 18 marca 2002 w Broken Arrow) – amerykański pisarz science-fiction.

## Życiorys
Przez wiele lat pracował w Clark Electrical Supply Company w Tulsa (1936–1942, 1946950, 1952–1971). W latach 1942–1946 służył w armii amerykańskiej. Pierwsze opowiadanie The Wagons opublikował w 1959, pierwsze opowiadanie science-fiction Day of the Glacier w 1960. Od 1971 poświęcił się wyłącznie pisaniu. W 1984 doznał udaru mózgu, co znacznie ograniczyło jego aktywność. Po kolejnym udarze w 1994 nie udzielał się już publicznie.
Opublikował ponad 20 powieści i ponad 200 opowiadań. W 1973 otrzymał Nagrodę Hugo za opowiadanie Matka Euremy (Eurema’s Dam) w kategorii "Najlepsza miniatura literacka". Był również laureatem Nagrody World Fantasy w 1990 za całokształt twórczości. Poza science-fiction pisał również powieści historyczne.

## Twórczość

### Powieści
- Władca przeszłości (Past Master, 1968, tłum. Sławomir Dymczyk, wyd. Zysk i S-ka, 1998) – nominacja do nagrody Hugo za najlepszą powieść 1969, nominacja do nagrody Nebula 1969
- Czwarta czynszówka(inne języki) (Fourth Mansions, 1969, tłum. Grzegorz Sitek, wyd. C&S, 1993) – nominacja do nagrody Nebula 1971
- The Devil is Dead (1971) – nominacja do nagrody Nebula 1972
- Aurelia (1982) – nominacja do Nagrody im. Philipa K. Dicka 1982

### Opowiadania
- Siedem dni strachu (Seven-Day Terror, 1962, w: Kroki w nieznane. Tom 1, wyd. Iskry, 1970; Bardzo dziwny świat, wyd. Książka i Wiedza, 1975; Nowa Fantastyka nr 4/2002)
- Snuje się wtorkowa noc (Slow Tuesday Night, 1965, tłum. Dorota Lutecka w: Droga do science fiction. Tom 3. cz. 2, wyd. Alfa, 1987) – nominacja do nagrody Nebula 1966
- In Our Block (1965) – nominacja do nagrody Nebula 1966
- Wąska dolina (Narrow Valley, 1966, tłum. Paulina Brajter w: Złota księga fantasy, wyd. Prószyński i S-ka, 1999)
- Dziewięćset prababek (Nine Hundred Grandmothers, 1966, tłum. Lech Jęczmyk w: Nowa Fantastyka, nr 3/1998; Rakietowe szlaki. Tom 2, wyd. Solaris, 2011)
- Kraina wielkich koni (Land of the Great Horses, 1967, tłum. Lech Jęczmyk w: Niebezpieczne wizje, wyd. Solaris, 2002, Rakietowe szlaki. Tom 3, wyd. Solaris, 2011)
- Najdłuższy obraz świata (All Pieces of River Shore, 1970, tłum. Lech Jęczmyk w: Kroki w nieznane. Tom 6, wyd. Iskry 1976, Rakietowe szlaki. Tom 1, wyd. Solaris, 2011)
- Entire and Perfect Chrysolite (1970) – nominacja do nagrody Nebula 1971
- Continued on Next Rock (1971) – nominacja do Nagrody Hugo 1971 i nagrody Nebula 1971
- Sky (1972) – nominacja do nagrody Hugo 1972
- Matka Euremy (Eurema’s Dam, 1972, tłum. Maciejka Mazan w: Arcydzieła. Najlepsze opowiadania science-fiction stulecia, wyd. Prószyński i S-ka, 2001; Rakietowe szlaki. Tom 1, wyd. Solaris, 2011) – Nagroda Hugo 1973
- Wielki Tom Błazen, czyli zagadka kufrów z Urzędu Celnego w Calais (Great Tom Fool or The Conundrum of the Calais Customhouse Coffers, 1982, tłum. Bogdan Baran w: Spekulacje, Wyd. Literackie, 1985)

### Zbiory opowiadań
- Lafferty in Orbit (1991) – nominacja do Nagrody World Fantasy 1992
- Iron Tears (1992) – nominacja do Nagrody im. Philipa K. Dicka 1992

## Opowiadania dostępne on-line
- Narrow Valley. scifi.com. [zarchiwizowane z tego adresu (2004-08-13)].
- Nine Hundred Grandmothers. scifi.com. [zarchiwizowane z tego adresu (2008-01-24)].
- The Six Fingers of Time
- Slow Tuesday Night. scifi.com. [zarchiwizowane z tego adresu (2007-10-12)].
- Sodom and Gomorrah, Texas
- The Transcendent Tigers. scifi.com. [zarchiwizowane z tego adresu (2007-12-30)].